# Brigitte Kraus
Brigitte Helene Kraus, nemška atletinja, * 12. avgust 1956, Bensberg, Zahodna Nemčija.
Nastopila je na poletnih olimpijskih igrah v letih 1976 in 1984, leta 1976 se je uvrstila v polfinale teka na 1500 m, leta 1984 pa v finale teka na 3000 m, kjer je odstopila. Na svetovnih prvenstvih je v slednji disciplini osvojila srebrno medaljo leta 1983, na evropskih dvoranskih prvenstvih pa dve zlati, srebrno in tri bronaste medalje v teku na 1500 m ter zlato in bronasto medaljo v teku na 3000 m.